# 'Ndrina Mannolo
I Mannolo sono una 'ndrina della 'ndrangheta calabrese originaria di Cutro e di San Leonardo di Cutro, alleata dei Trapasso,Zoffreo, dei Pane-Iazzolino, e dei Grande Aracri di Cutro.
Hanno influenza anche nell'area catanzarese nei comuni di Cropani e Botricello.
Le loro attività vanno dal traffico illegale di droga, a inflinfluenza politica e l'uso di armi.

## Storia

### Anni '90
Il 18 maggio del 1995, vengono sequestrati beni per un valore di oltre 2 miliardi di vecchie lire a Giuseppe Mannolo.

### Anni 2000
Il 2 agosto 2001, con l'operazione Polifemo dei Carabinieri di Sellia Marina vengono arrestati componenti della cosca Mannolo e Scumaci che operavano nelle zone di Sellia Marina e San Leonardo di Cutro.

### Anni 2010
Il 29 maggio 2019 si conclude l'operazione Malapianta della Guardia di Finanza di Crotone che porta all'arresto di 35 persone nella provincia di Crotone accusate a vario titolo di associazione mafiosa, traffico e spaccio di stupefacenti attivo in 5 regioni e all'estero, usura e estorsione per gli operatori turistici crotonesi. I membri farebbero parte della Locale di San Leonardo di Cutro con a capo i Trapasso e i Mannolo, legati ai Grande Aracri ma che coinvolgeva anche membri crotonesi e catanzaresi.
Il 12 dicembre 2019 si conclude l'operazione Infectio che porta a 27 provvedimenti contro presunti affiliati dei Trapasso, Mannolo e Zoffreo accusati a vario titolo di traffico di droga insieme ad esponenti della criminalità albanese, estorsioni, truffe a istituti di credito, infiltrazioni nel settore edile e nella politica locale umbra.

### Anni 2020
10 febbraio 2021: operazione Golgota contro gli Arena, i Nicoscia e Mannolo.
L'11 febbraio 2021, vengono sequestrati 360 mila euro in contanti a disposizione della cosca.
29 marzo 2021: operazione Big Bang contro le cosche Mannolo, Scerbo, Zoffreo e Falcone.

## Organizzazione
- Alfonso Mannolo (1939), presunto boss di San Leonardo di Cutro arrestato e condannato a 30 anni di galera.[15]